# Giovanni Battista Michelini

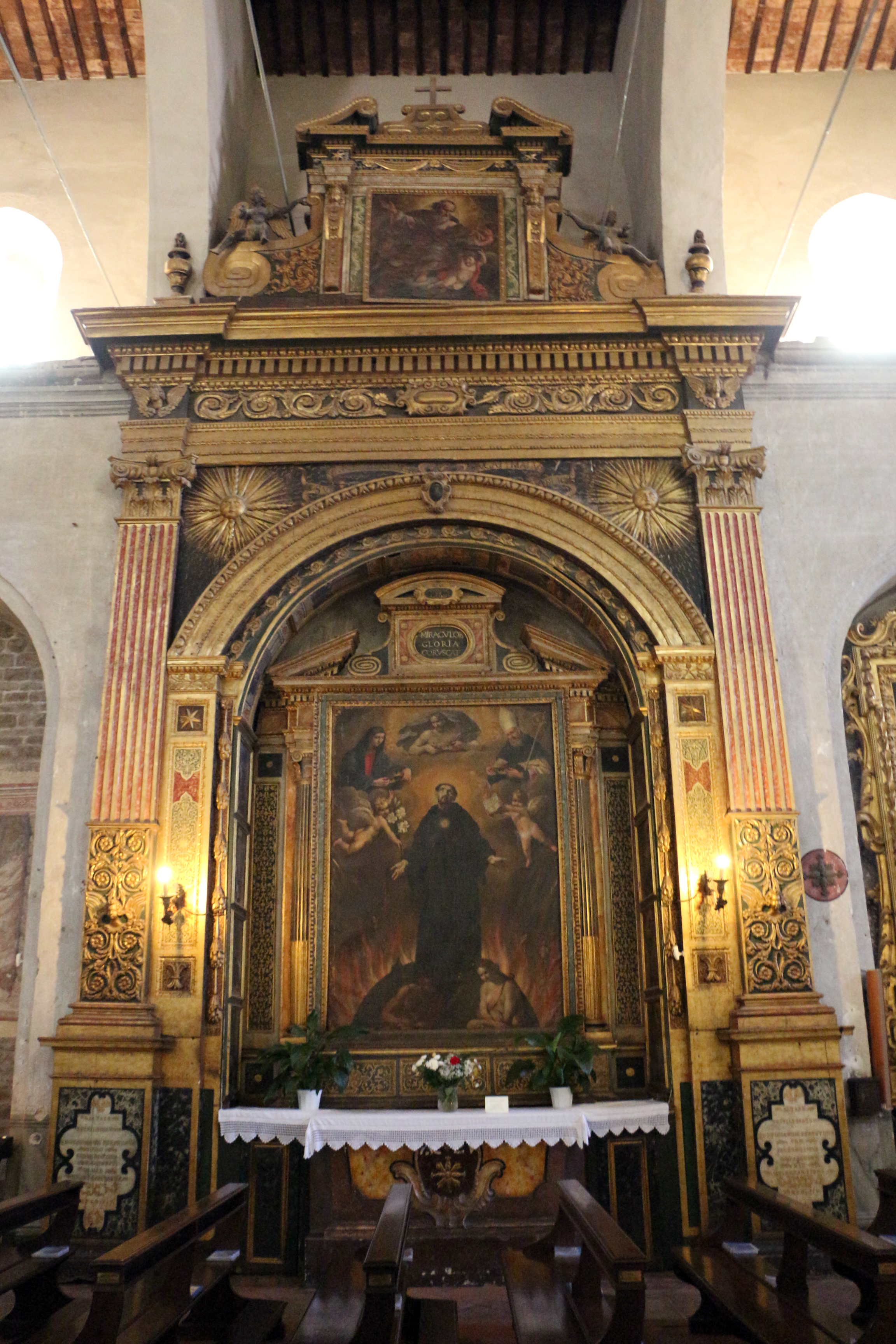
San Nicola da Tolentino incoronato da Gesù cristo, 1650 circa, chiesa di Sant'Agostino (Gubbio)

Giovanni Battista Michelini detto il Folignate (Foligno, 1604 – 1655) è stato un pittore italiano barocco. Fu allievo di Guido Reni e dipinse prevalentemente soggetti mitologici e religiosi a Roma e Foligno.